# كيل زون 3
كيلزون  3 هي لعبة من ألعاب المنظور الأول لبلاي ستيشن 3, وتم تطويرها من قبل شركة Guerrilla Games ونشرها من قبل شركة سوني.
وهي الدفعة الرابعة من سلسلة كيلزون وهي أول لعبة من هذه السلسلة تدعم الـالمجسمات وجهاز الـبلاي ستيشن موف.
وتم إصدارها لجميع أنحاء عالَم في 2011 فبراير.

## الشخصيات
- الاسم : Jason Narville

الجنس : ذكر
العمر : غير معروف
الظهور في السابق : ظهر في الجزء الثاني
وصف سريع : واحد من الشخصيات الثانوية المهمة في الجزء السابق، وستتم ترقيته في هذا الجزء ليكون واحدا من قواد قيادة منظمة ISA الكونية.
- الاسم : Jorhan Stahl

الجنس : ذكر
العمر : غير معروف
الظهور في السابق : لم يظهر قبلا
وصف سريع : واحد من أهم قيادات الهيلغست وهو المدير التنفيذي لمصنع أسلحة يحمل اسمه، وهو يمتلك قيادة الكوكب بعد موت السيد Visari في نهاية الجزء السابق.
- الاسم : Rico velasquez

الجنس : ذكر
العمر :27
الظهور في السابق : ظهر في كل ألعاب السلسلة
وصف سريع : واحد من شخصيات اللعبة محبوبة وكان من أبطال اللعبة، يمكنك اللعب به في الجزء الأول لكنه سيكون في الجزء الثاني قائدا لقوات Alpha.
- الاسم :Tomas Sevchenko

الجنس : ذكر
العمر :30
الظهور في السابق : ظهر في الجزئين 1 و 2 كما أنه ظهر في لعبة LBP.
وصف سريع : شخصية اللعبة الرئيسية في الجزئين السابقين، من أول نظرة له ستتيقن أنه شخصية كادحة ومحبة للعمل وهو القائد الثاني لفريق ألفا.

## بعض الأسلحة
ISA M82-G Assault Rifleالسلاح الأفضل لتقتنص الأشرار من بعد وهي ذات ضرر كبير عليهم كما أنها تعطي ارتدادا نسبيا، المشكلة في هذه البندقية أنها ذات مشط صغير وإعادة الشحن بطيئة.
ISA M4 Revolverهذا مسدس (سلاح) يعد مسدسا جانبيا باللعبة وهو نادر جدا، يعطيك نتيجة بعد رصاصة أو ثلاث والميزة التي به هو العدد الغير محدود من الرصاص
ISA M80 Rocket Launcherمدفع هذه تعد أفضل دواء لداء الدبابات.
ISA M13 Semi-automatic Combat Shotgunيستعمله NATKO كثيرا في أغلب المهام، وهو قريب جدا من 12 Combat shotgun وهوه كل رشاش.

Helghast VC-32 Sniper Rifle

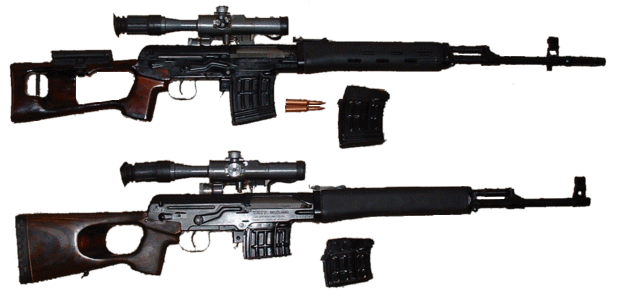

ست طلقات لكل مشط وهو يستخدم للمعارك البعيدة المدى كليا، وهو ذي قوة جبارة إلا أن ارتداده ضعيف|دراغونوف

## أساسيات التحكم

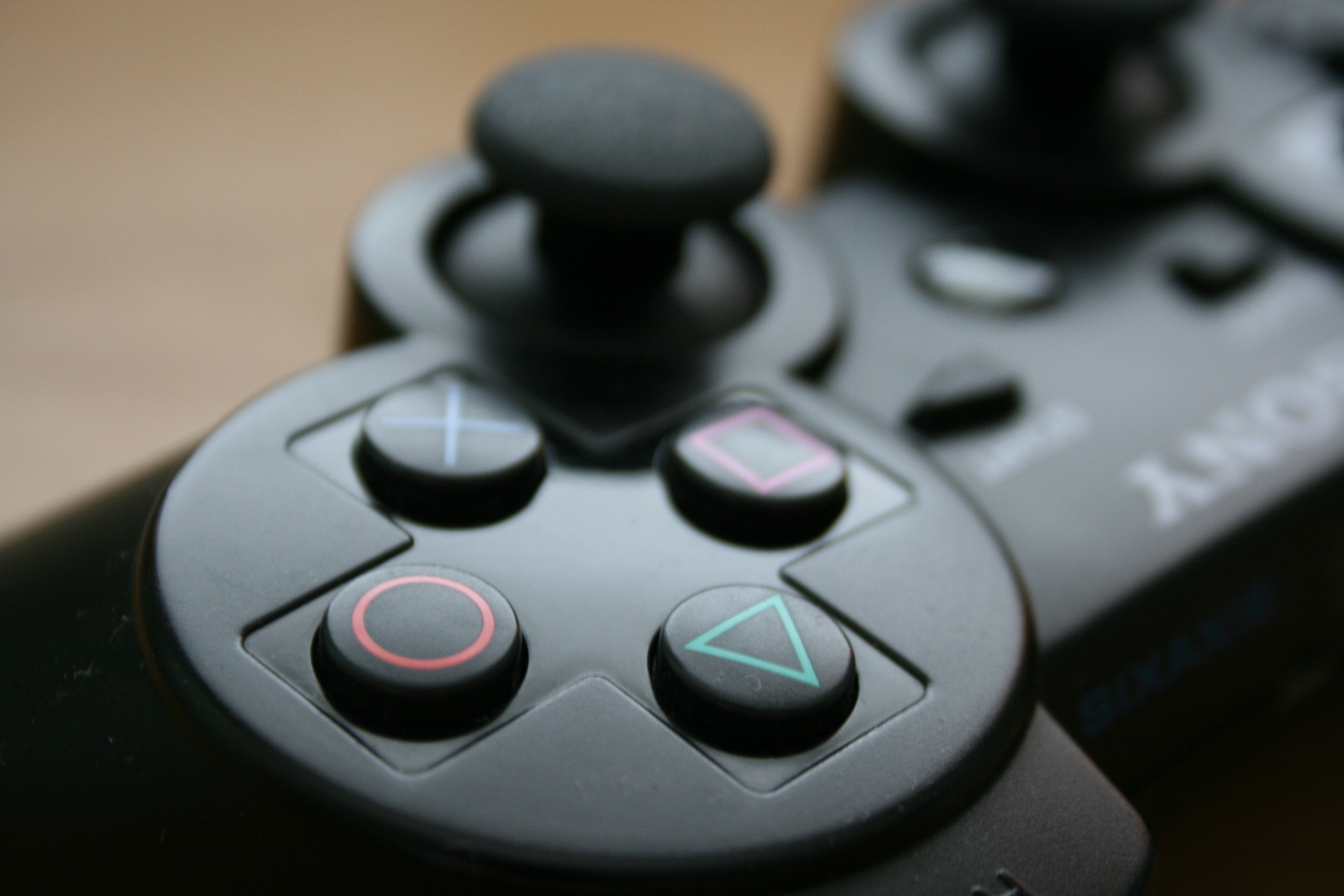

سهم أعلى : تكبير التصويب بالسنايبر
سهم يسار : حمل السلاح الرئيسي
سهم يمين : حمل السلاح الثقيل
الآنالوج الأيسر : التحرك
الآنالوج الأيمن : المراقبة
زر إكس : القفز
زر مربع : تعبئة الذخيرة
زر مثلث : تغيير السلاح
زر دائرة : التفاعل
زر L1 : الهجوم بالأيدي
زر L2 : الاحتماء، الانحناء
زر R1 : إطلاق النار
زر R2 : رمي القنابل
زر Start : زر الإيقاف
زر Select : التعرف على الهدف 

## الأساسيات
الصحة
إن اللعبة -ككل ألعاب هذا النوع- لا تعتمد في عرض الصحة على مقاييس تظهر على الشاشة وإنما هي تعتمد على مستوى إصابتك بالضرر في أقصر الأوقات، حيث أن الشاشة سيظهر فيها اللون الأحمر بشكل تدريجي إلى أن يغمى على الشخصية وسيكون أمامك وقت قصير لتنتظر أحد رفاقك ليأتي لمساعدتك إذاكان قريبا منك، أما إذا لم يكن قريبا جدا أو كنت أنت في مكان لا يستطيع الذكاء الاصطناعي الخاص بزملائك الوصول إليه.
إمر إعادة الإنعاش لا يقتصر عليك حيث أنه يمكنك دوما -ويفضل- أن تؤديه على شركائك عندما يسقط أي منهم لكي تضمن مساعدته لك في المعركة، ولكي تقوم بإنعاشه كل ما عليك فعله هو الوقوف بالقرب منه والضعط على زر O.
التصويب وصناديق الذخيرة
عند المعارك -خاصة في المناطق المفتوحة- يمكنك دوما الضعط على زر “أعلى” من جهات التحكم لكي تظهر أسهم التصويب التي ستتوسط الشاشة لتسهل عليك عملية التخلص من الهيلغست، أما عن الذخيرة فإنه يمكنك دوما أخذ الأسلحة التي يرميها ضحاياك ولكن الأفضل من هذا هي صناديق الذخيرة “Ammo Crates” التي تتيح لك الاحتفاظ بقدر كبير من الذخيرة لمختلف الأسلحة وحتى القنابل لتستخدمها في الأوقات الحرجة لكي ترجح كفتك.
المقتتنيات القابلة للجمع
Killzone 3 لا تحتوي على الأشياء القابلة للجمع لذلك ركز فقط على الأشياء القابلة للقتل !
الأسلحة الثقيلة
بالإضافة للأسلحة الساسية المعروفة لدى اللاعبين فإنه بات بإمكانكم الآن حمل سلاح ثالث يكون تحت فئة الأسلحة الثقيلة ككل من Rocket Launcher وMinigun وWASP التي من شأنها أن تقلب الطاولة على أعدائك في أي وقت تكون في قرابها، لكي تختار السلاح الثقيل من بين الأسلحة التي تحملها قم بالضغط على زر “يمين” من لوحة الإتجاهات في جهاز التحكم، ويجب الذكر أنه يمكنك أن ترميها بالضغط على O لكنك لن تحتاج لهذا كثيرا في هذا الجزء بسبب وجود صناديق الذخيرة، وإن قمت بهذا فإن الذخيرة الموجودة في الصناديق لن تمحى وستظل معك إلى أن تستخدمها من جديد بعد تفعيل السلاح مرة أخرى.

## جوائز اللعبة
كؤوس PS3
Ready for Battle : تحصل علي كأس برونزي عندما تقوم بتجميع كل الأسلحة المتوافرة في اللعبة.
In Your Face : تحصل علي كأس برونزي عندما تقوم بإنهاء معركة الوحش الأول.
No Witnesses : تحصل علي كأس برونزي عندما تقوم بتحطيم كل السفن (dropships) علي الطريق السريع.
Mopping Up : تحصل علي كأس برونزي عندما تقوم بقتل 40 جندي من العدو أو أكثر علي الشاطئ.
Sawn Off : تحصل علي كأس برونزي عندما تقوم بقتل المطاردين من (APCs) علي شاطئ (section).
Smoking Wrecks : تحصل علي كأس برونزي عندما تقوم بقتل كل الأعداء المتواجدين علي شاطئ (section).
Turn the Tables : تحصل علي كأس برونزي عندما تقوم بقتل عضو فريق الأسر (Trooper).
Spiky Personality : تحصل علي كأس برونزي عندما تقوم بقتل العدو بسلاح النباتات (Burster plant).
Minigunned : تحصل علي كأس برونزي عندما تقوم بتحطيم كل شيء عندما تمسك ب(minigun).
Quick Exit : تحصل علي كأس برونزي عندما تقوم بالهروب من محطة التنقيب عن النفط والخروج من الزي الثاني خلال دقيقتين.
Shattered : تحصل علي كأس برونزي عندما تقوم بتحطيم كل النوافذ الزجاجية في جنوب (the Stahl Arms South labortories).
Pinpoint : تحصل علي كأس برونزي عندما تقوم بقتل (the Heavy) بسلاح (the StA-14 rifle).
Evening the Odds : تحصل علي كأس برونزي عندما تقوم بقتل 500 عدو من (Helghast).
Cagefighter : تحصل علي كأس برونزي عندما تقوم بقتل 10 أعداء من (Helghast) في المعركة الوحشية.
Frag Out : تحصل علي كأس برونزي عندما تقوم بقتل 3 أعداء بقنبلة واحدة.
One Each : تحصل علي كأس برونزي عندما تقوم بقتل 3 أعداء بالبندقية دون أعادة الشحن للذخيرة أو تغير السلاح.
Eagle Eye : تحصل علي كأس برونزي عندما تقوم بقتل 3 أعداء بالقناصة (the Sniper Rifle) دون أعادة الشحن للذخيرة أو تغير السلاح.
Power Spike : تحصل علي كأس برونزي عندما تقوم باستخدام (the Boltgunn) ثم تفجر الأعداء.
Up Close and Personal : تحصل علي كأس برونزي عندما تقوم باستخدام التحرك الوحشي ضد اللاعب الأخر.
Team Player : تحصل علي كأس برونزي عندما تقوم بالانضمام إلي فريقك وتكمل اللعبة.
Medic : تحصل علي كأس برونزي عندما تقوم بعلاج شخص أخر.
Handy Man : تحصل علي كأس برونزي عندما تقوم بإصلاح الزي لأول مرة.
Now You See Me : تحصل علي كأس برونزي عندما تقتل اللاعب الأخر أثناء التغطية.
Spy Game : تحصل علي كأس برونزي عندما تقتل اللاعب الأخر عندما يكون متخفي.
Turf War : تحصل علي كأس فضي عندما تصل إلي النقطة التكتيكية الأولي البيضاء.
Now it’s Personal : تحصل علي كأس فضي عندما تقتل 1000 عدو.
Fight to the Last : تحصل علي كأس فضي عندما تقتل 1500 عدو.
Closed Quarters Killer : تحصل علي كأس فضي عندما تقتل 25 عدو في المعركة الوحشية.
Hand to Hand Master : تحصل علي كأس ذهبي عندما تقتل 50 عدو في المعركة الوحشية.
Victory : تحصل علي كأس ذهبي عندما تنهي اللعبة علي مستوي الصعوبة (Elite Difficulty).
Grand Slam : تحصل علي كأس ذهبي عندما تربح مباراة في أنماط (Operation-Warzone-Guerilla Warfare).
الآن الجوائز السرية
Time For A Dip : تحصل علي كأس برونزي عندما تقوم تصل إلي نهر (the Corinth) مع القافلة.
Save The Intruders : تحصل علي كأس برونزي عندما تقوم بالمساعدة في هزيمة (APCs).
Never There : تحصل علي كأس برونزي عندما تقوم بسرقة ماضي كل الأعداء في الغابة بدون أن تلفت الانتباه.
ISA TV : تحصل علي كأس برونزي عندما تقوم بالاتصال بالأرض.
Aerial Superiority : تحصل علي كأس برونزي عندما تقوم بقتل 5 أعداء باستخدام المحول (the Jetpack).
Into The Lair : تحصل علي كأس برونزي عندما تقوم بإيصال أسلاك السيارة وتدخل إلي جنوب (Stahl Arms South).
Jail Break : تحصل علي كأس برونزي عندما تقوم بتحرير (Narville) من (Stahl Arms South).
Go Down And Stay Down : تحصل علي كأس برونزي عندما تقوم بقتل (ATAC) خارج (the Stahl Arms facility).
Iced : تحصل علي كأس برونزي عندما تقوم بتحطيم 4 مناشير (Ice-Saws) للأعداء و6 من (Dropships).
You Drive : تحصل علي كأس برونزي عندما تقوم بقيادة المصنع النقال السيطرة عليه.
Bring It Down : تحصل علي كأس برونزي عندما تقوم بهزيمة (MAWLR) الذي يدافع عن مصعد الفضاء.
Completist : تحصل علي كأس برونزي عندما تقوم بتدمير كل أسلحة (MAWLR) وأنت ماشي علي الأقدام.
Let’s Go Home : تحصل علي كأس ذهبي عندما تقوم بتحطيم (Stahl’s Cruiser) وتتركب الكوكب علي أي مستوي صعب.
Frazzle Dazzle : تحصل علي كأس برونزي عندما تقوم بقتل 5 أعداء باستخدام سلاح (the StA5X Arc Cannon).
Excessive Force : تحصل علي كأس برونزي عندما تقوم بقتل عدو أعزل بسلاح (the WASP launcher).
Spread The Love : تحصل علي كأس برونزي عندما تقوم بقتل 5 أعداء باستخدام سلاح (the WASP launcher).
Double Trouble : تحصل علي كأس برونزي عندما تقوم تصل إلي نهر (the Corinth) في نمط التعاونية (Co-op mode).
Stranded Together : تحصل علي كأس برونزي عندما تقوم تصل إلي نقطة الانتزاع (the Extraction Point) في نمط التعاونية (Co-op mode).
Iron Man : تحصل علي كأس برونزي عندما تقوم بقتل (the Exo) في أي نمط لمتعدد اللاعبين (multiplayer mode).
Platinum Trophy : تحصل علي كأس بلاتيني عندما تقوم بالحصول علي كل الجوائز السابقة.

## ادوات التحكم
تدعم بليستيشن موف وايدي البليستيشن وايدي الاكس بوكس 360 

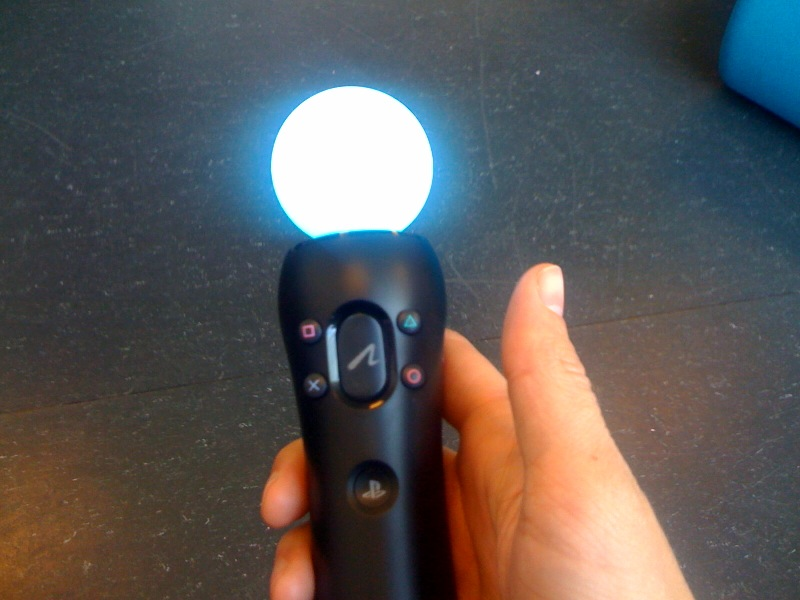

بلاي ستيشن موف

## الاجهزه

تعمل اللعبة على بلاي ستيشن 3 فقط.

## وصلات خارجية
- كيل زون 3 على موقع IMDb (الإنجليزية)

- Official Killzone website
- KillZone 3 on US PlayStation Official Website
- Guerrilla Games official website